# إرثا باسكال ترويلو
إرثا باسكال ترويلو ولدت 13 أغسطس 1943 ، درست في جامعة هايتي.
متزوجة من إرنست ترويلوت (عام 197.
استلمت ارثا (السياسية المستقلة) رئاسة جمهورية هايتي لمدة مؤقتة بلغت 11 شهر من (13 مارس 1990 – 7 فبراير 1991). فهي أول امرأة في تاريخ هايتي تشغل منصب رئاسة لجمهورية هايتي وأول رئيسة من أصول أفريقية في الأمريكيتين.

## مرحلة الطفولة
ولدت إرثا باسكال في مدينة تروي في (13 أغسطس / آب 1943)، في ضاحية (بيتيون_فيل) في التلال الباردة فوق العاصمة المزدحمة ، كان والدها (تيمبلز) عامل في الحديد وتوفي عندما كانت صغيرة، وكانت والدتها (لويز) تعمل في الخياطة والتطريز، كان ترتيب ارثا بين افراد عائلتها التاسعة من اصل عشرة أطفال، عندما كانت في العاشرة من عمرها، ذهبت هي وأحد أشقائها إلى (الليسي فرانسوا دوفالييه) وتلقت إرشادها من قبل زوجها المستقبلي (إرنست تروليوت)، الذي كان يكبرها ب 21 سنة من عمرها.

## مرحلة الجامعة
عندما بدأت ارثا دراستها الجامعية، أرادت ممارسة مهنة في مجال العلوم لكنها التقت بمعلمها (ميشيل رولف تروي) الذي أقنعها بمتابعة الدراسة في القانون ثم في السياسة لاحقًا، حصلت في عام 1971على شهادتها في تخصص القانون من كلية حقوق (غوناييف في بورت - أو - برانس) [بحاجة لمصدر]، لتصبح أول محامية في البلاد.

## حياتها الشخصية
ارثا باسكال أول رئيسة مؤقتة لجمهورية لهايتي، كانت محامية وكاتبة ومعلمة وقاضية في المحكمة العليا.
قال كارل أوغست،(الذي عمل معها في لجنة التنقيح والمراجعة في القوانين المدنية وقانون العقوبات [الجزائية] في هايتي بعد الانهيارو سقوط الدكتاتور السابق دوفالييه)،
انها: «امرأة ذكية للغاية، وشخصية قوية للغاية، وشخص لا يمكن التلاعب به».
كانت مختلفة تمامًا عن الرؤساء المنتخبين الآخرين لأنها كانت قوية ولديها العزم على عدم الرضوخ لأي شخص، وقال فيها أيضا دوبلوماسي غربي: انها «لن تكون دمية»
مرت ارثا بفترة عصيبة حيث أصيب شقيقها السيد أليكس، بالشللأصفل الخصربرصاصة من أحد جنود دوفالييه، واعتقل شقيقها الآخر أندريه، وهدد بالإعدام،
في عام 1986، عين وزير العدل (فرانسوا لاتورتو) السيدة ارثر قاضية في المحكمة العليا، حيث كانت أول امرأة تخدم في المحكمة.
قال السيد لا تورديو: «أنها واحدة من أبرز المحاميات في هايتي»، كانت السيدة باسكال تريلوت امرأة ذكية جدا، فاقت توقعات الناس واستخدمت ثقتها لتحكم القصر، كان لديها العزم على إعادة بناء هايتي بعد انتهاء عهد دوفالييه. حيث أعادت فتح المدارس لأنها كانت تعتقد أن التعليم هو أهم أداة لكل طالب.
من القوى الرئيسية في تشكلت حياتها كان رجل يكبرها أكثر 20 عام وهو زوجها (إرنست تروليوت)، صحفي ومحامي ومعلم، ومعلمها [ والد ابنها المتقدم ]عالم الأنثروبولوجيا (ميشيل رولف تروي)[بحاجة لمصدر]، حيث اللتقت بالسيد ميشيل عندما كانت فتاة مراهقة في إحدى فصوله الاجتماعية وبسبب ذكائها، شجعها على الذهاب إلى كلية الحقوق، وبصفته رئيسا لنقابة المحامين شاهدها وهي تؤدي اليمين في قصر العدل عام 1971، وبعد أقل من أربعة أشهر تزوجا.
توفي في وقت لاحق في سكتة دماغية قبيل 3 سنوات، تعيش السيدة باسكال تروي الآن مع ابنتهما يانثا البالغة من العمر 15 عامًا.

## أهتماماتها
عملت إرثا باسكال قاضية في العديد من المحاكم الفيدرالية خلال الأعوام 1975 إلى 1988 قبل أن تصبح أخيرًا أول قاضية في المحكمة العليا في هاييتي.[بحاجة لمصدر]
أصبحت السيدة باسكال قاضية في محكمة أدنى في عام 1980 أثناء ديكتاتورية دوفالييه، عمل زوجها كمستشار للبنك الوطني، الذي يقال أن الديكتاتوريين حصلوا منه على ثروة. على الرغم من أنهم لم يكونوا من أنصار دوفالييه والمؤييدين له.
أثناء عملها كرئيسة للقضاة أصبحت الرئيسة المؤقتة للبلاد في 13 مارس 1990، وتم تكليفها بتنظيم انتخابات عامة. يعود الفضل لها في أنها تمكنت من إجراء انتخابات خالية من العنف والذي أوصل (جان برتراند أريستيد) إلى منصب الرئيس بفوزه بنسبة 67٪.
بين عامي 1975 و 1988، شغلت مناصب مختلفة كقاضية في المحاكم الفيدرالية الهايتية حتى أصبحت أول قاضية في المحكمة العليا في هايتي.
بعيدًا عن أعين العامة، كان لدى إرثا باسكال تروي لجنة ساعدت في إدارة شؤون البلاد وكذلك الانتخابات، كما حصلت على دعم قوي من الجيش، لكن بعد انتصار (جان برتراند أريستيد)، ألقي القبض عليها ووجهت إليها تهمة الانقلاب، ولم يتم إثبات أنها شاركت بالفعل في الانقلاب.
وبسبب التدخل الأمريكي أطلق سراحها في يوم واحد. استقالت بعد ذلك من دورها في السياسة النشطة وغادرت هايتي، وعادت إرثا باسكال إلى هايتي ولكن بعيدًا عن أعين العامة.
كانت المهمة الأساسية لها كرئيسة مؤقتة هي توجيه هايتي نحو انتخابات مبكرة بالتنسيق مع مجلس الدولة المؤلف من 19 عضوًا الذين مُنحوا حق النقض عليها وعلى انشطتها كرئيسة.
كانت مسؤولة عن إدارة المجلس ومحاولة تجنب القتال الصريح وكان من المتوقع منها أيضا أن تتصرف وتستكمل مهمة دورها وتخدم الشعب.
أمضت يومها الأول كرئيسة للعمل في منزل أصفر كبير جدًا مكون من ثلاثة طوابق، ودراسة قائمة تضم أكثر من 40 اسماً لمناصب مجلس الوزراء، كما وجهت رسالة تعلن فيها عن إعادة فتح المدارس التي كانت قد أغلقت قبل أكثر من أسبوع بسبب الاحتجاجات ضد الجنرال ليوت (بروسبر أفريل)، آخر حاكم عسكري في هايتي.
قادت باسكال هايتي في أول اختبار رئيسي لها من ديكتاتورية إلى ديمقراطية جديدة مع انتخابات ديمقراطية حرة، أصبحت إرثا باسكال نموذجًا يحتذى به للفتيات والنساء في هايتي.
وفقًا لمقال (L’union Suite): "بعد أكثر من عشرين عامًا على القيادة الشجاعة لباسكال، لا تزال الديمقراطية الوليدة والهشة في هايتي قائمة.
لقد عانى الشعب الهايتي من انقلابين آخرين، واضطراب اقتصادي، وكوارث طبيعية، لكن هاييتي لديها رئيس واحد خدم ولايتيه وشارك في عمليتين انتقاليتين ناجحتين للسلطة، هذا هو إرث إرثا باسكال تروي.
لقد ساعدتهم على أن يكونوا في أفضل حالاتهم وشجعتهم على أن يصبحوا أقوياء في التقدم للوظائف في الحكومة وأيضًا أن يصبحوا قادة. بعد فترة حكمها، بدأت الكثير من النساء في الترشح للعديد من الأدوار المهمة في المكان، بما في ذلك أعضاء مجلس الشيوخ والنواب والوزراء وحتى الرئيس.